# Museo nazionale Gandhi
Il Museo nazionale Gāndhī (in hindī राष्ट्रीय गांधी संग्रहालय, Rāṣṭrīya Gāndhī saṅgrahālaya; in inglese National Gandhi Museum) o Museo memoriale di Gāndhī (in hindī गांधी स्मारक संग्रहालय, Gāndhī smāraka saṅgrahālaya; in inglese Gandhi Memorial Museum) è un museo situato a Nuova Delhi, in India, che espone la vita e i princìpi del Mahātmā Gāndhī.
Fu inaugurato a Mumbai poco dopo l'assassinio di Gāndhī nel 1948. Il museo ha cambiato sede più volte prima di trasferirsi definitivamente al Rājaghāṭa di Nuova Delhi nel 1961.

## Storia

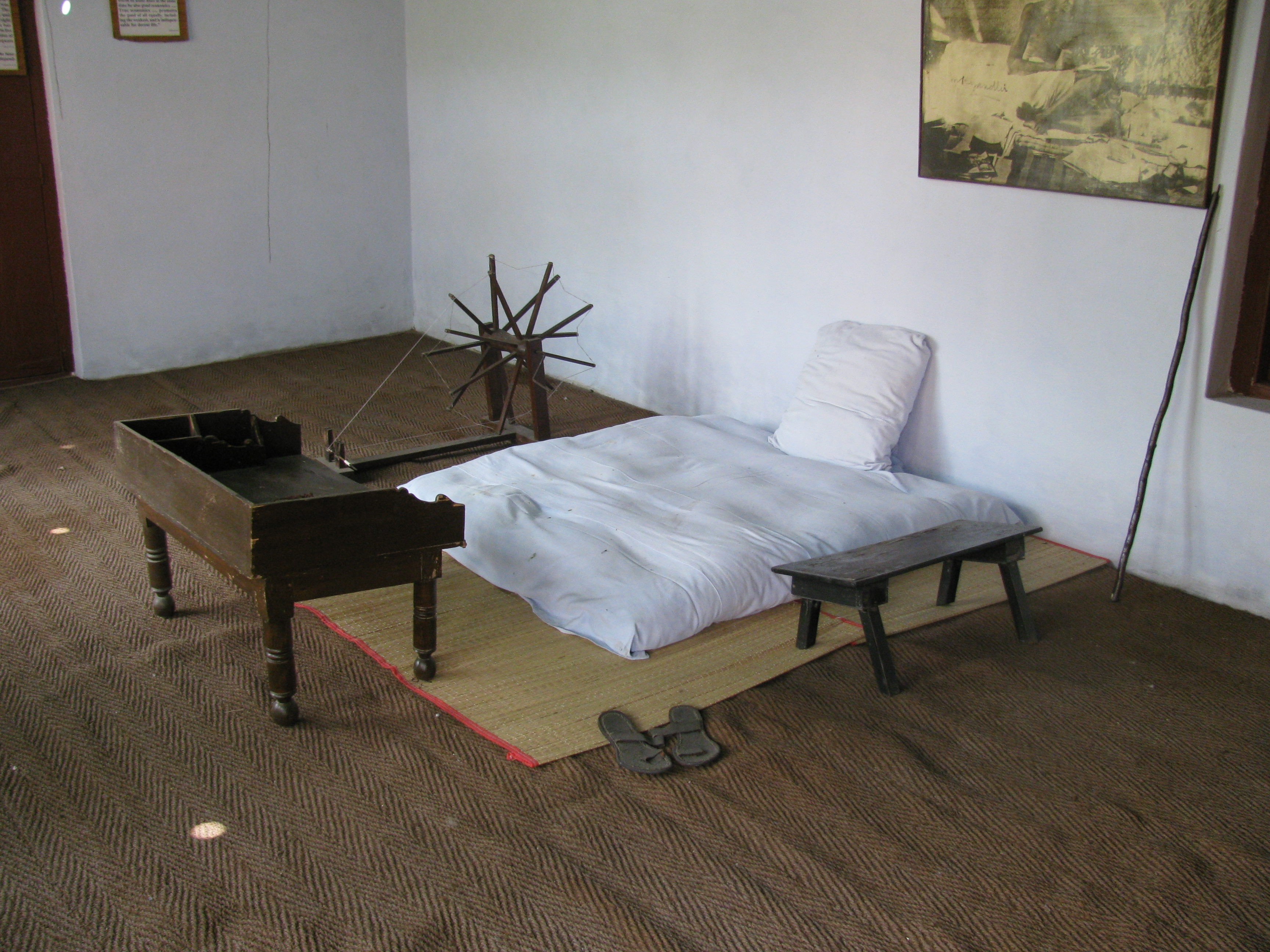
Ricostruzione della camera da letto del Mahātmā Gāndhī, nel Museo

Il Mahātmā Gāndhī fu assassinato il 30 gennaio 1948. Poco dopo la sua morte, i collezionisti incominciarono ad andare alla ricerca di qualsiasi cimelio in India ritenuto importante che riguardasse la sua vita. In una fase iniziale, gli oggetti appartenuti al Mahātmā, i giornali e i libri relativi alla sua vita vennero raccolti a Mumbai. Nel 1951 la collezione fu ricollocata in edifici nei pressi della Kota House di Nuova Delhi. Nel 1957 il museo si trasferì nuovamente in una villa.
Nel 1959, il museo Gāndhī si trasferì per l'ultima volta al Rājaghāṭa a Nuova Delhi, accanto al samādhi del Mahātmā Gāndhī. Il museo fu quindi ufficialmente inaugurato nel 1961, nel 13° anniversario dell'assassinio, quando Rājēndra Prasāda, allora presidente dell'India, inaugurò formalmente la nuova sede.

## Biblioteca
La biblioteca museale svolge il duplice ruolo di esporre al pubblico l'opera di Gāndhī e di fungere anche da luogo di studio e ricerca. I libri sono divisi in due sezioni: da una parte quelli scritti da –o su– Gāndhī; dall'altra quelli su altri argomenti. La biblioteca del museo conta oltre 35 000 libri o documenti (dato del 1993). La biblioteca vanta anche una collezione di 2000 periodici in inglese e hindī che raccontano la vita del Mahātmā.

## Galleria d'immagini

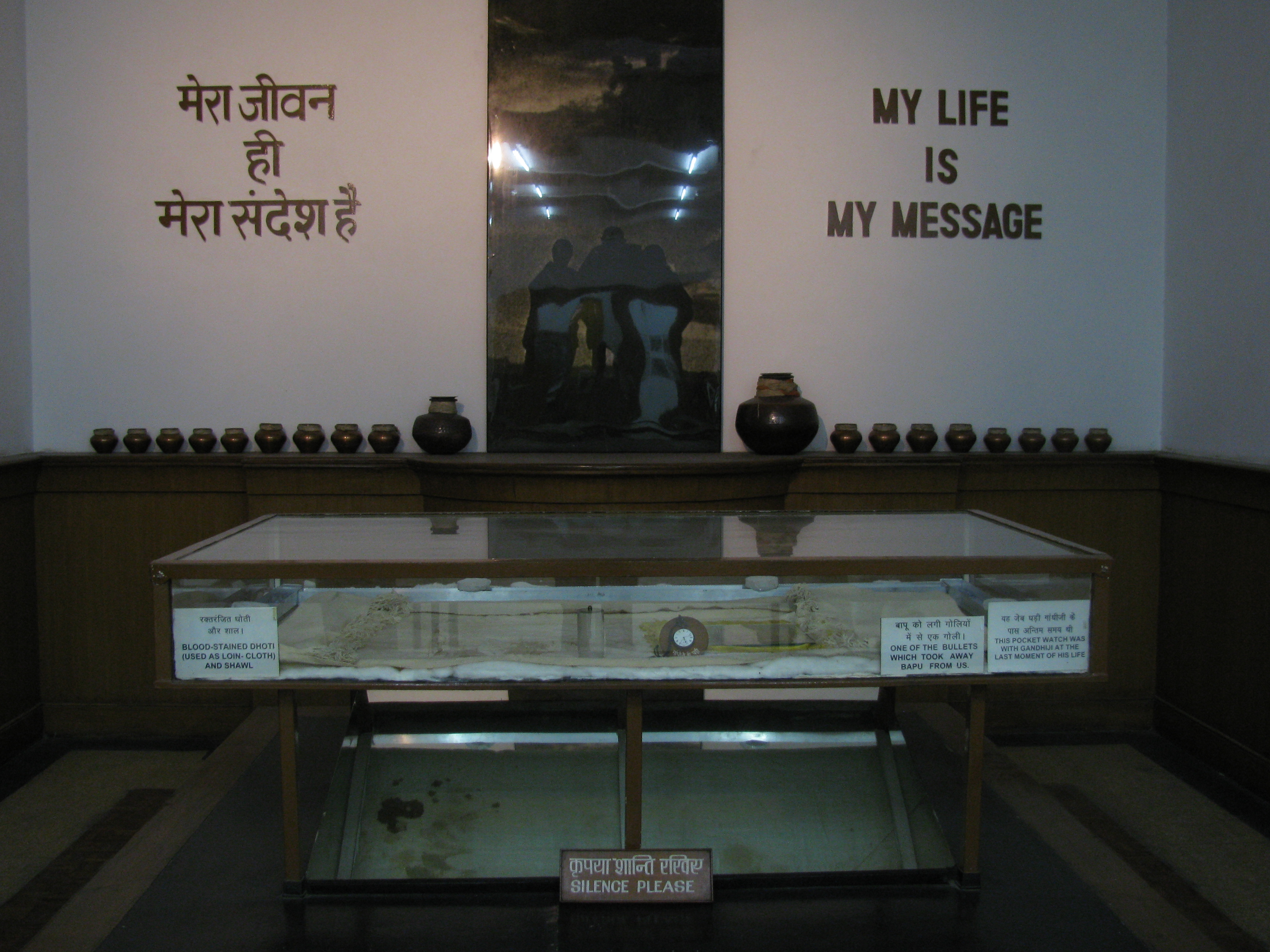
Un'installazione che espone la dhotī e lo scialle intrisi del sangue di Gāndhī, e il proiettile che gli tolse la vita.

Il museo ospita un gran numero di dipinti e oggetti personali del Mahātmā. Gli elementi più notevoli della collezione son una xilografia Satyāgraha opera di Willemia Muller Ogterop, uno dei bastoni da passeggio di Gāndhī, lo scialle e la dhotī indossati da Gāndhī il giorno dell'assassinio, uno dei proiettili impiegati per uccidere Gāndhī e la sua urna. Il museo espone anche alcuni denti di Gāndhī e il suo stuzzicadenti d'avorio. Tra le gallerie del museo figurano la galleria del martirio, la galleria commemorativa e la galleria d'arte dove sono esposte opere realizzate in onore di Gāndhī. Il museo comprende anche una galleria fotografica.

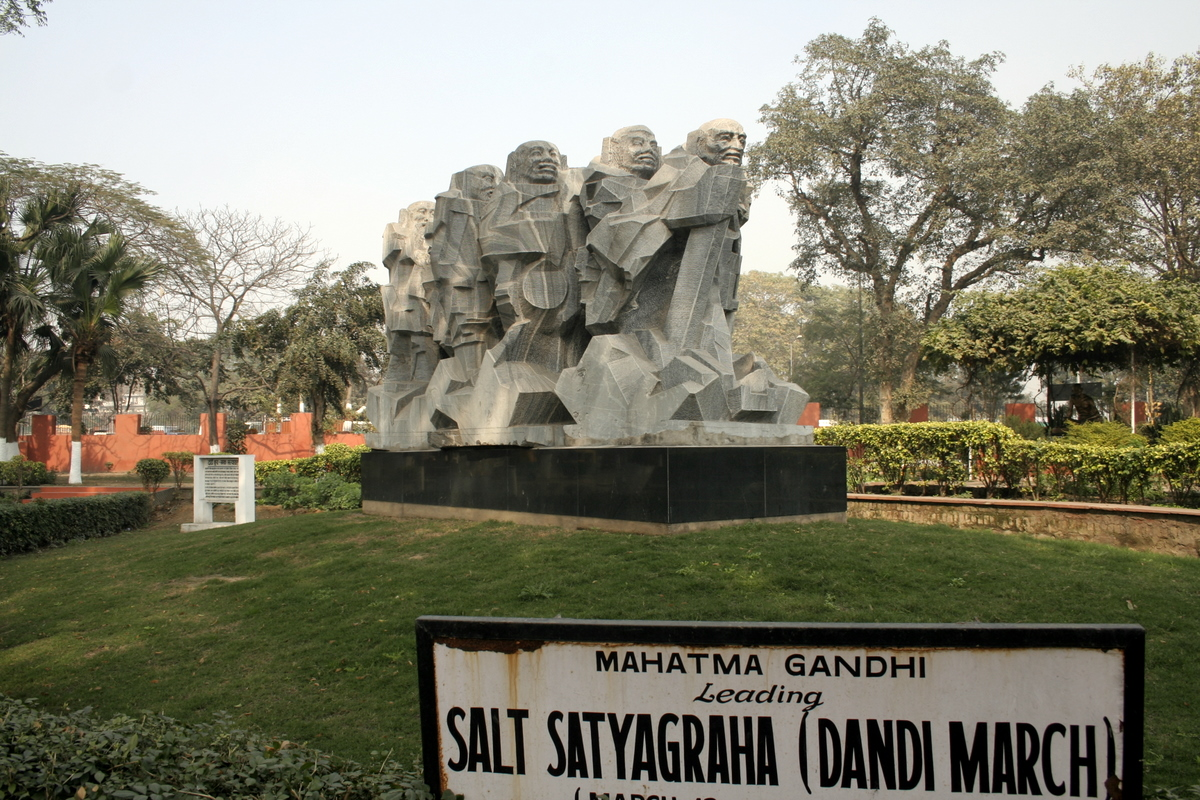
Scultura di Gāndhī alla guida del satyāgraha del sale

## Mostre speciali
Oltre alla collezione permanente dedicata a Gāndhī, il museo ospita anche altre mostre che riguardano principalmente la storia dell'India. La maggior parte delle mostre hanno per tema i leader politici indiani e i movimenti per la pace, ma talvolta vengono scelti come filoni tematici anche altri eventi di rilevanza mondiale.